# Rafid Ahmed Alwan
Rafid Ahmed Alwan oder auch Rafid Ahmed Alwan El Dschanabi (arabisch رافد أحمد علوان الجنابي, DMG Rāfid Aḥmad ʿAlwān al-Ǧanābī) oder Rafed Aljanabi (* 1968), auch unter dem Pseudonym Curveball bekannt, ist ein deutscher Staatsangehöriger irakischer Herkunft. Nach seiner Ankunft in Deutschland im Jahre 1999 behauptete er, an irakischen Programmen zur Entwicklung von Massenvernichtungswaffen beteiligt gewesen zu sein.

## Hintergrund
Alwan kam 1999 nach Deutschland und beantragte Asyl. Hier sprach der Ingenieur mit dem BND. Er gab an, Experte für chemische Kampfstoffe und Direktor einer Anlage zu deren Produktion in Djerf al Nadaf zu sein. Auch von mobilen Anlagen zur Produktion chemischer Kampfstoffe erzählte er. Er weigerte sich, mit amerikanischen Geheimdiensten zu reden.
Die Aussagen Alwans zu den angeblichen Massenvernichtungswaffen wurden von der Bush-Regierung als Begründung für den Irakkrieg herangezogen und seine Bekundungen von US-Außenminister Colin Powell vor dem UN-Sicherheitsrat als Beleg für unerlaubte Waffenprogramme Bagdads angeführt. Der damalige Europachef der CIA Tyler Drumheller behauptet, er habe zuvor CIA-Chef George Tenet vor der Unzuverlässigkeit der Quelle gewarnt.
Gunter Pleuger, ehemaliger Botschafter der Bundesrepublik Deutschland bei den Vereinten Nationen, bestätigte, dass die Informationen ursprünglich aus Deutschland kamen. Eine offizielle Warnung, dass die Informationen möglicherweise nicht richtig sind, gab es von seiner Seite nicht. 2011 bezichtigte der ehemalige BND-Chef August Hanning die USA, sie hätten „den BND für ihre Begründung des Irak-Krieges missbraucht“. Mehrere ehemalige hochrangige BND-Mitarbeiter bestätigten, die CIA mehrmals auf verschiedenen Kanälen davor gewarnt zu haben, sich auf die Aussagen von Curveball zu verlassen. Hanning habe seine Bedenken sogar in einem Schreiben an Tenet formuliert.
Alwan wurde nach zahlreichen Warnungen, unter anderem vom Bundesnachrichtendienst, in einer Burn Notice als unzuverlässige Quelle eingestuft. In der Presse wurde er u. a. als „der Mann, der die Welt in einen Krieg log“ bezeichnet. Im Jahr 2011 gestand Rafid Ahmed Alwan El-Dschanabi, der dem Bundesnachrichtendienst unter dem Codenamen Curveball die Informationen über vermeintliche Biowaffen und geheime Massenvernichtungsanlagen geliefert hatte, gegenüber dem britischen Guardian, dass seine Angaben hierzu gelogen waren. El-Dschanabi begründet seine Lügen damit, dass er die Chance gehabt hatte, „etwas zu fabrizieren, um das Regime zu stürzen“.

## Späteres Leben in Deutschland
Alwan arbeitete offiziell seit dem 1. Januar 2001 als freiberuflicher Mitarbeiter für eine mutmaßliche Tarnfirma des BND. Sein bürgerlicher Name wurde im November 2007 enthüllt. Ende 2008 wurde der Arbeitsvertrag gekündigt.

## Film
- BBC/ZDF, 2013: Es begann mit einer Lüge – Zehn Jahre nach dem Irak-Krieg.[13]
- ZDF Doku, 2015: Krieg der Lügen – Curveball und der Irak-Krieg.[14] (90 min., von Matthias Bittner, International Emmy Award 2016).
- Curveball – Wir machen die Wahrheit, Film von Johannes Naber, 2020, Berlinale 2020: Berlinale Special